# 衛斯理 (無綫電視劇集)
《衛斯理》（The 'W' Files），香港無綫電視翡翠台劇集，於2003年6月2日至2003年7月11日首播，共30集，由羅嘉良及蒙嘉慧領銜主演，由郭晉安及向海嵐特別演出，並由唐文龍、楊怡、揚明、麥長青、陳國邦及高雄聯合演出，監製張乾文。
故事改編自科幻小說衛斯理系列。八個被改編的故事包括《紙猴》（《地底奇人》）、《屍變》、《木炭》、《尋夢》、《蠱惑》、《神仙》、《鬼混》和《盜墓》。故事背景則設定為民初的上海。

## 演員表

### 衛家
| 演員   | 角色   | 關係/職業                                                     |
| 羅嘉良 | 衛斯理 | 話之你、衛少爺 衛氏偵探社、大豐當舖老闆 黃紅紅表哥 白素男友   |
| 楊 怡  | 黃紅紅 | 紅紅、表小姐 衛斯理表妹 溫寶裕女友 擁有超能力，後成為猜王徒弟 |
| 麥 包  | 郭則清 | 小郭 衛斯理好友兼拍檔 青年由許文翹飾演                        |
| 陳國邦 | 陳長青 | 衛斯理好友 大豐當舖朝奉 青年由馮淨寧飾演                      |
| 袁彩雲 | 蔡美茜 | 阿茜 衛斯理秘書 老蔡侄女 于第26集被川岛花子用珠钗杀害         |
| 秦 煌  | 老 蔡  | 衛斯理管家 蔡美茜伯父                                         |
| 夏 萍  | 梁 歡  | 歡姐 衛斯理傭人 患有間歇失憶之老人病                          |
| 艾 威  | 保 叔  | 大豐當舖職員 陳長青之叔                                       |
| 賀文傑 | 包小龍 | 小籠包 大豐當舖職員                                           |

### 白家
| 演員   | 角色   | 關係/暱稱                                                                                          |
| 高 雄  | 白老大 | 老大 白奇偉、白素之父 青幫幫主                                                                     |
| 唐文龍 | 白奇偉 | 奇偉、偉哥、木頭 白老大之子 白素之兄 芭珠之夫 于第4集堕下悬崖、后被苗寨救走且失忆 于第17集再度出现 |
| 蒙嘉慧 | 白 素  | 素素、阿素、白醫生 白老大之女 白奇偉之妹 衛斯理女友 聖約瑟醫院醫生、驗屍官                         |
| 譚小環 | 芭 珠  | 苗女 白老大兒媳 白奇偉之妻 參見《蠱惑》                                                            |
| 雪 妮  | 何家碧 | 何媽 白家傭人                                                                                      |

### 青幫
| 演員   | 角色   | 關係/暱稱                                  |
| 高 雄  | 白老大 | 青幫幫主 參見白家                          |
| 許紹雄 | 宋 堅  | 堅叔、老宋 宋富之兄 于第26集被史奈施法杀害 |
| 陳榮峻 | 宋 富  | 富哥 宋堅之弟 于第27集被山久甘七杀害       |
| 楊家洛 | 杜 仲  | 白奇偉手下兼好兄弟                         |
| 駱應鈞 | 計 四  | 參見《木炭》 于第11集返回家乡静养          |
| 劉 江  | 秦正器 | 參見《紙猴》                               |
| 招石文 | 石漢天 | 參見《紙猴》                               |
| 郭卓樺 | 馬 昌  |                                            |
| 彭冠中 | 沈 明  |                                            |
| 徐 榮  | 周 仲  |                                            |
| 李啟傑 | 賀 武  |                                            |
| 李岡龍 | 程 義  |                                            |
| 曾健明 | 韓 深  |                                            |
| 李海生 | 劉阿根 |                                            |

### 溫家
| 演員   | 角色   | 關係/暱稱                                                     |
| 揚 明  | 溫寶裕 | 小寶 新生日報記者 溫太之子 溫仁堂少東 溫家九代單傳 黃紅紅男友 |
| 朱咪咪 | 溫 太  | 溫寶裕之母 林帶玉契媽 溫仁堂老闆娘                            |
| 陳敏之 | 林帶玉 | 温太契女兒 喜歡溫寶裕                                         |
| 凌禮文 | 威 伯  | 溫仁堂員工                                                    |
| 余慕蓮 | 聾 婆  | 溫家傭人                                                      |

### 巡捕房
| 演員   | 角色   | 關係/暱稱             |
| 胡 楓  | 姜偉大 | 老姜 上海法租界警長   |
| 歐瑞偉 | 鐵 蛋  | 高級巡捕 衛斯理老同學 |
| 敖嘉年 | 黃 堂  | 巡捕                  |
| 甘子正 | 巡 捕  |                       |
| 葉 暐  | 巡 捕  |                       |
| 鄭世豪 | 巡 捕  |                       |

### 次要演員
| 演員       | 角色      | 關係/暱稱                                        |
| 鄧一君     | 胡 說     | 阿說、胡醫生 聖約瑟醫院醫生 白素之助手，喜歡白素 |
| 郭德信     | 林奇龍    | 林院長 聖約瑟醫院院長                            |
| Joe Junior | Uncle Sam | 餐廳演奏師                                       |
| 張松枝     | 戈 壁     | 科學怪傑 衛斯理朋友                              |
| 杜大偉     | 沙 漠     | 科學怪傑 衛斯理朋友                              |
| 駱達華     | 李有為    | 李老總 新生日報老總                              |
| 黃澤鋒     | 夏季祖    | 夏枯草 新生日報記者 溫寶裕拍檔                   |

### 單元演員

#### 《紙猴》（第1集-第4集）
| 演員   | 角色   | 關係/暱稱                                             |
| 劉 江  | 秦正器 | 秦大叔、老秦 在火車站和陳長青結識，幫助衛斯理混入青幫 |
| 黃文標 | 于廷文 | 三幫五會司庫 為取信大家自毀雙目 因財失義墜崖身亡      |
| 招石文 | 石漢天 | 老石                                                  |
| 鄭家生 | 賈老二 | 鬼斧幫頭目                                            |
| 鄧汝超 | 挑 夫  |                                                       |
| 孫季卿 | 廠 長  | 華西鑄鐵廠廠長                                        |
| 古明華 | 趙大刀 | 山賊                                                  |
| 葉振聲 | 王霸天 | 山賊                                                  |

#### 《屍變》（第5集-第8集）
| 演員   | 角色       | 關係/暱稱                                             |
| 谷峰   | 鄭天祿     | 上海首富 死後出現屍變                                 |
| 羅蘭   | 鄭老太     | 鄭天祿之妻 鄭保雲之母 委托衛斯理調查屍變事件          |
| 鄭子誠 | 鄭保雲     | 鄭天祿、鄭老太之子 喜歡白素 殺害費格 後來出現精神錯亂 |
| 鍾志光 | 費 格      | 鄭家家庭醫生 以鄭天祿為星球人的秘密勒索鄭保雲         |
| 王偉樑 | 邱近水     | 小賊                                                  |
| 周家怡 | 邱近水女友 | 小賊                                                  |
| 蘇麗明 | 鄭保雲秘書 |                                                       |
| 游 飇  | 鄭家僕人   |                                                       |
| 魏惠文 | 鄭家僕人   |                                                       |

#### 《木炭》（第8集-第10集）
| 演員   | 角色   | 關係/暱稱                                                                             |
| 駱應鈞 | 計 四  | 四叔、老四 炭幫幫主                                                                   |
| 蔡子健 | 林子淵 | 林伯駿之父 私塾老师 為找尋被林玉聲附身的木頭在炭窰中燒死，死後靈魂困於木炭內 于第10集 |
| 蔡子健 | 林伯駿 | 林子淵之子 控告計四謀殺父親、后得知真相而撤告                                         |
| 曾守明 | 邊 五  | 五叔、老五 計四手下 因木炭事件毀容                                                    |
| 關 菁  | 林玉聲 | 林家祖先 留下靈魂出竅記載                                                             |
| 沈可欣 |        | 林子淵之妻 林伯駿之母                                                                 |

#### 《尋夢》（第11集-第16集）
| 演員   | 角色   | 關係/暱稱                                                                                                   |
| 郭晉安 | 楊立群 | 建築師 孔玉貞之夫 與劉麗玲相愛 因自衛殺害胡協成 因車禍撞死孔玉貞 于第16集被劉麗玲誤殺                       |
| 向海嵐 | 劉麗玲 | 崩牙妹 原名劉小珠 女歌星 衛斯理、陳長青、郭則清、鐵蛋之兒時好友 與楊立群相愛 于第16集誤殺楊立群、後服毒自殺 |
| 劉玉翠 | 孔玉貞 | 楊立群之妻 白素舊同學 于第15集被楊立群所殺                                                                  |
| 陳狄克 | 胡協成 | 劉麗玲前夫 以劉麗玲的過去向其勒索 于第14集被楊立群所殺                                                      |
| 朱健鈞 | 展 義  | 小展 楊立群前世 同德酒坊工人 鍾情翠蓮，後被其殺害                                                           |
| 周凱珊 | 黃翠蓮 | 翠蓮 劉麗玲前世 同德鎮妓寨妓女 為掩飾獨吞商人財寶殺害展義                                                   |
| 華忠男 | 王 成  | 胡協成前世                                                                                                  |
| 車保羅 | 梁伯宗 | 孔玉貞前世                                                                                                  |
| 譚一清 | 鐵 頭  | 鐵蛋爺爺 |
| 陳勉良 | 展 勇  | 展義之弟 死前認出楊立群為其大哥                                                                             |
| 戴少民 | 老 張  | 劉麗玲經理人                                                                                                |
| 黃梓瑋 |        | 楊立群秘書                                                                                                  |
| 丁主惠 | 阿 四  | |

#### 《蠱惑》（第17集-第23集）
| 演員   | 角色      | 關係/暱稱                                               |
| 江 漢  | 京 版     | 京版老爹 苗寨族長 一丁之父                              |
| 莫家堯 | 猛 哥     |                                                         |
| 譚小環 | 芭 珠     | 白奇偉墜崖流落苗寨後將其救起，後為其妻                  |
| 殷 櫻  | 芭 芝     | 被杜仲玩弄感情 于第21集向杜仲下蠱毒把其殺害，後為其殉情 |
| 楊家洛 | 杜 仲     | 玩弄芭芝的感情 于第21集被芭芝下蠱毒殺害 參見青幫        |
| 鄭安彤 | 呂婉兒    | 杜仲之妻                                                |
| 林敬剛 | 一 丁     | 京版老爹之子                                            |
| 馮曉文 | 金花姑    | 芭珠姑姑                                                |
| 聶安達 | Dr. Stone |                                                         |

#### 《神仙》（第23集-第24集）
| 演員   | 角色     | 關係/暱稱                          |
| 郭 峰  | 賈玉珍   | 半個神仙，後成為神仙               |
| 子明   | 劉 星    | 劉公公 劉海之兄 于第19集被日军杀害 |
| 子明   | 劉 海    | 劉星之弟                           |
| 李家聲 | 山久廿七 | 日本皇軍大佐                       |
| 虞天偉 | 老神仙   |                                    |
| 顏健國 | 小神仙   |                                    |

#### 《鬼混》（第25集-第28集）
| 演員   | 角色         | 關係/暱稱                                                                                  |
| 廖啟智 | 猜 王        | 降頭師 史奈師弟 白老大好友 黃紅紅師父                                                      |
| 王 青  | 史 奈        | 降頭師 猜王師兄 于第28集為山久煉鬼混降，最後計劃失敗被消滅                                 |
| 李家聲 | 山久廿七     | 日本皇軍大佐 于第27集和宋富勾結謀奪青幫大權，後將其殺害 于第28集煉鬼混降事敗，被白老大所殺 |
| 姚瑩瑩 | 川島花子     | 山久廿七下屬 于第27集為救小珠身亡                                                          |
| 姚瑩瑩 | 余 花        | 川島花子表面身分 宋堅女友                                                                  |
| 何志祥 | 山久廿七手下 |                                                                                            |
| 劉桂芳 | 馬修女       | 孤兒院修女                                                                                 |

#### 《盜墓》（第28集-第30集）
| 演員   | 角色       | 關係/暱稱                                  |
| 郭政鴻 | 青 龍      | 中國軍方上校 負責看守古墓                  |
| 曾偉權 | 齊 白      | 盜墓專家 白奇偉朋友 受貓人所託和白奇偉盜墓 |
| 于 洋  | 董司令     | 青龍上司                                   |
| 河國榮 | 納爾遜     | 美國情報人員 從青龍手上救走白奇偉          |
| 羅天池 | 納爾遜手下 |                                            |
| 湯俊明 | 貓 人      | 外星人 委托齊白盜墓，救出同胞              |
| 蔣 克  | 黑衣人     |                                            |
| 祝文君 | 蓮 香      | 收留齊白                                   |

### 其他演員
| 演員   | 角色       | 單元出場                     |
| 麥嘉倫 | 陳經理     |                              |
| 杜 港  | 侍 應      |                              |
| 江 暉  | 侍 應      |                              |
| 麥子樂 | 火車站職員 |                              |
| 梁輝宗 | 解剖室職員 |                              |
| 卓 躒  | 醫 生      |                              |
| 何慕琪 | 護 士      |                              |
| 潘冠霖 | 護 士      |                              |
| 李心儀 | 護 士      |                              |
| 張國威 | 夥 計      | 參見《紙猴》（《地底奇人》） |
| 陸駿光 | 鬼斧幫     | 參見《紙猴》（《地底奇人》） |
| 裘卓能 | 鬼斧幫     | 參見《紙猴》（《地底奇人》） |
| 馮挺然 | 賈老二手下 | 參見《紙猴》（《地底奇人》） |
| 湯寶瑩 | 歌 女      | 參見《紙猴》（《地底奇人》） |
| 黎銘諾 | 酒店職員   | 參見《紙猴》（《地底奇人》） |
| 卓 躒  | 餐廳部長   | 參見《屍變》                 |
| 高俊文 | 鄭氏經理   | 參見《屍變》                 |
| 黃嘉樂 | 鄭氏職員   | 參見《屍變》                 |
| 張國威 | 鄭氏職員   | 參見《屍變》                 |
| 王冠忠 | 鄭氏職員   | 參見《屍變》                 |
| 何志祥 | 鄭氏職員   | 參見《屍變》                 |
| 陳念君 | 鄭氏職員   | 參見《屍變》                 |
| 鍾曉瑩 | 鄭氏職員   | 參見《屍變》                 |
| 蘇麗明 | 鄭氏職員   | 參見《屍變》                 |
| 鄭俊弘 | 大學生     | 參見《屍變》                 |
| 黃子衡 | 大學生     | 參見《屍變》                 |
| 劉天龍 | 大學生     | 參見《屍變》                 |
| 楊鴻俊 | 大學生     | 參見《屍變》                 |
| 陳嘉露 | 大學生     | 參見《屍變》                 |
| 林敏儀 | 大學生     | 參見《屍變》                 |
| 黎諾懿 | 大學生     | 參見《屍變》                 |
| 蔡淇俊 | 大學生     | 參見《屍變》                 |
| 劉深宜 | 部 長      | 參見《屍變》                 |
| 裘卓能 | 護 士      | 參見《屍變》                 |
| 文詩琪 | 護 士      | 參見《屍變》                 |
| 陳嘉露 | 護 士      | 參見《屍變》                 |
| 蘇頌康 | 侍 應      | 參見《屍變》                 |
| 林遠迎 | 餐館職員   | 參見《木炭》                 |
| 邵卓堯 | 僕 人      | 參見《木炭》                 |
| 潘芷蕾 | 歌 迷      | 參見《尋夢》                 |
| 陳佩思 | 歌 迷      | 參見《尋夢》                 |
| 胡定欣 | 歌 迷      | 參見《尋夢》                 |
| 陳 佳  | 歌 迷      | 參見《尋夢》                 |
| 林敏儀 | 歌 迷      | 參見《尋夢》                 |
| 李鴻杰 | 餐廳經理   | 參見《尋夢》                 |
| 王維德 | 經 理      | 參見《尋夢》                 |
| 蔡淇俊 | 樂 隊      | 參見《尋夢》                 |
| 楊鴻俊 | 樂 隊      | 參見《尋夢》                 |
| 鄭俊弘 | 樂 隊      | 參見《尋夢》                 |
| 陳念君 | 護 士      | 參見《尋夢》                 |
| 胡啟光 | 酒店職員   | 參見《尋夢》                 |
| 方 傑  | 商 人      | 參見《尋夢》                 |
| 嚴文軒 | 記 者      | 參見《尋夢》                 |
| 盧永匡 | 記 者      | 參見《尋夢》                 |
| 蔡淇俊 | 記 者      | 參見《尋夢》                 |
| 楊鴻俊 | 記 者      | 參見《尋夢》                 |
| 蘇恩磁 | 院長秘書   | 參見《尋夢》                 |
| 蕭徽勇 | 火車恃應   | 參見《尋夢》                 |
| 曾慧雲 | 工人妻     | 參見《尋夢》                 |
| 陳念君 | 工人妻     | 參見《尋夢》                 |
| 黃碧玲 | 工人妻     | 參見《尋夢》                 |
| 鄭俊弘 | 火車乘客   | 參見《尋夢》                 |
| 林佩思 | 火車乘客   | 參見《尋夢》                 |
| 潘芷蕾 | 火車乘客   | 參見《尋夢》                 |
| 楊鴻俊 | 火車乘客   | 參見《尋夢》                 |
| 蔡淇俊 | 火車乘客   | 參見《尋夢》                 |
| 胡定欣 | 火車乘客   | 參見《尋夢》                 |
| 黃俊紳 | 酒吧客     | 參見《尋夢》                 |
| 梁珈詠 | 酒吧客     | 參見《尋夢》                 |
| 廖麗麗 | 清潔女工   | 參見《尋夢》                 |
| 林遠迎 | 報社職員   | 參見《蠱惑》                 |
| 張曉嵐 | 女侍應     | 參見《蠱惑》                 |
| 梁珈詠 | 女侍應     | 參見《蠱惑》                 |
| 趙敏通 | 宋富手下   | 參見《蠱惑》                 |
| 陸駿光 | 市集小販   | 參見《蠱惑》                 |
| 黎秀英 | 清潔女工   | 參見《神仙》                 |
| 湯俊明 | 殺 手      | 參見《神仙》                 |
| 鄭世豪 | 殺 手      | 參見《神仙》                 |
| 陳佩思 | 歌 女      | 參見《神仙》                 |
| 陳嘉露 | 歌 女      | 參見《神仙》                 |
| 潘芷蕾 | 歌 女      | 參見《神仙》                 |
| 何綺雲 | 歌 女      | 參見《神仙》                 |
| 梁珈詠 | 日本女子   | 參見《神仙》                 |
| 張曉嵐 | 日本女子   | 參見《神仙》                 |
| 趙永洪 | 火車職員   | 參見《神仙》                 |
| 雷 恩  | 妓 女      | 參見《神仙》                 |
| 張貝茜 | 妓 女      | 參見《神仙》                 |
| 魏惠文 | 賭 徒      | 參見《神仙》                 |
| 鄧汝超 | 賭 徒      | 參見《神仙》                 |
| 何仲源 | 藥房老闆   | 參見《神仙》                 |
| 湯寶瑩 | 歌 女      | 參見《鬼混》                 |
| 廖麗麗 | 清潔女工   | 參見《鬼混》                 |
| 寧 進  | 投社員     | 參見《鬼混》                 |
| 湯俊明 | 路 人      | 參見《盜墓》                 |
| 黎秀英 | 清潔阿嬸   | 參見《盜墓》                 |
| 趙永洪 | 火車站職員 | 參見《盜墓》                 |
| 蕭徽勇 | 火車站職員 | 參見《盜墓》                 |
| 黎銘諾 | 接待員     | 參見《盜墓》                 |
| 章志文 | 服務員     | 參見《盜墓》                 |
| 戴耀明 | 中國士兵   | 參見《盜墓》                 |
| 黎諾懿 | 中國士兵   | 參見《盜墓》                 |
| 蘇頌康 | 中國士兵   | 參見《盜墓》                 |
| 戴耀明 | 中國士兵   | 參見《盜墓》                 |

## 收視
以下為本劇於香港無綫電視翡翠台之收視紀錄：
| 週次 | 集數  | 平均收視 | 最高收視 |
| 1    | 01-05 | 28點     |          |
| 2    | 06-10 | 30點     |          |
| 3    | 11-15 | 28點     |          |
| 4    | 16-20 | 28點     |          |
| 5    | 21-25 | 29點     |          |
| 6    | 26-30 | 32點     |          |

## 與原著不同處
本劇故事背景設定為1930年代的上海，有別於原著的1960至80年代的香港，而當中角色和情節都與原著也很大的差異：
1. 原著中衛斯理與白素一早結為夫妻，但劇中他們尚未結婚。
2. 在原著中的尋夢一書內，劉麗玲是模特兒，而非電視劇中的歌手；白素一直沒有向衛斯理提出分手，但電視劇卻出現了此情節。
3. 《蠱惑》、《神仙》兩個故事在劇中同時進行，但原著兩個故事發生的時間相距超過三十年 (《蠱惑》寫於1968年，但故事卻發生在1940年代末；而《神仙》寫於1982年，故事發生在1980年代初)。兩個故事之間並無關連。
4. 《蠱惑》劇中被芭珠落蠱毒的是白奇偉，但原著中被芭珠落蠱毒的是衛斯理大學同學葉家祺。而原著中白奇偉沒有娶妻，亦不認識芭珠。
5. 《神仙》所處的山洞，則在芭珠族人居地附近，他們所指的神山中。白奇偉身上的蠱毒被賈玉珍所吸的仙氣所化解。而賈玉珍則在原著中需要修練百多年才能成正果，但劇中只是一陣子就修成正果，而神仙在原著是不願意見人，並不懂現代的說話，而劇中則是兩名道人，並能與衛斯理直接溝通。
6. 《鬼混》中原著是何藍絲是猜王徒弟及與溫寶裕破鬼混降，劇中變成黃紅紅。
7. 《盜墓》中原著與劇中的意義完全不同，原著中古墓中的只是外星人的屍體，但劇中真的到古墓中救出外星人。
8. 小说里的铁蛋成了权倾一时的大将军，而剧中变成了一個警官。
9. 小說中，溫寶裕的女友為何藍絲，而非黃紅紅。同時，胡說並未有追求過白素。
10. 小郭於小說中的確為出色的偵探，而他正是偵探社的老闆。
11. 小說中：衛斯理是出入口公司的董事長：而非偵探社及當舖老闆。

## 外部連結
- 衛斯理 - TVBAnywhere 北美官方網站 （页面存档备份，存于）
- 豆瓣电影上《衛斯理》的資料 （简体中文）

| 香港無綫電視翡翠台 星期一至五 21:35-22:35 第三線劇集 | 香港無綫電視翡翠台 星期一至五 21:35-22:35 第三線劇集 | 香港無綫電視翡翠台 星期一至五 21:35-22:35 第三線劇集 |
| ---------------------------------------------------- | ---------------------------------------------------- | ---------------------------------------------------- |
|                                                      | 衛斯理 （2003.06.02 - 2003.07.11）                   |                                                      |
| 十萬噸情緣 （2003.05.05 - 2003.05.30）               | 律政新人王 （2003.07.14 - 2003.08.15）               |                                                      |

| 香港無綫電視翡翠台 星期一至五 11:45-12:40 中午劇集時段 | 香港無綫電視翡翠台 星期一至五 11:45-12:40 中午劇集時段 | 香港無綫電視翡翠台 星期一至五 11:45-12:40 中午劇集時段 |
| ------------------------------------------------------ | ------------------------------------------------------ | ------------------------------------------------------ |
|                                                        | 衛斯理 （2005.12.08 - 2006.01.19）                     |                                                        |
| 婚前昏後 （2005.11.03 - 2005.12.07）                   | 九五至尊 （2006.01.20 - 2006.02.20）                   |                                                        |

| 香港、 马来西亚 TVB星河频道 好戏珍藏馆时段 · 星期一至五 20:30-21:30 · 9月2日 20:40-21:35 | 香港、 马来西亚 TVB星河频道 好戏珍藏馆时段 · 星期一至五 20:30-21:30 · 9月2日 20:40-21:35 | 香港、 马来西亚 TVB星河频道 好戏珍藏馆时段 · 星期一至五 20:30-21:30 · 9月2日 20:40-21:35 |
| ---------------------------------------------------------------------------------------- | ---------------------------------------------------------------------------------------- | ---------------------------------------------------------------------------------------- |
|                                                                                          | 衛斯理 （2022年7月25日 - 2022年9月2日）                                                  |                                                                                          |
| 帝女花 （2022年6月9日－2022年7月22日）                                                   | 再生缘 （2022年9月5日－2022年10月18日）                                                  |                                                                                          |